# Le Petit Quotidien
 (mars 2018).
Le Petit Quotidien est un journal d'actualité pour les 6-10 ans créé en 1998 par Play Bac Presse, sur le modèle de Mon quotidien, pour les 10-14 ans, lancé en 1995. Il n'est vendu que sur abonnement et paraît du lundi au samedi.

## Présentation
Le Petit Quotidien paraît six jours par semaine du lundi au samedi. Il comprend quatre pages pour « 10 minutes de lecture par jour ».
Le directeur de la publication est Jérôme Saltet, le rédacteur en chef est François Dufour. Tous deux font partie des trois fondateurs de Play Bac en 1985.
Playbac Presse a également publié la collection des numéros spéciaux du Petit Quotidien qui est destinée aux enfants, dès 6 ans. Des pages de jeux permettent aux enfants de vérifier leurs connaissances.
En 1999, Le Petit Quotidien a obtenu le Grand Prix des Médias CB News du « meilleur lancement de l'année ».
Le Petit Quotidien peut contenir de la communication sponsorisée, selon la politique éditoriale de sa maison d'édition.